# Sarcophaga socrus
Sarcophaga socrus är en tvåvingeart som beskrevs av Camillo Rondani 1860. Sarcophaga socrus ingår i släktet Sarcophaga och familjen köttflugor.
Artens utbredningsområde är Italien. Arten förekommer tillfälligt i Sverige, men reproducerar sig inte. Inga underarter finns listade i Catalogue of Life.